# Svezia ai Giochi della XVI Olimpiade
La Svezia ha partecipato ai Giochi della XVI Olimpiade che si sono svolti a Melbourne dal 22 novembre all'8 dicembre 1956 
ed a Stoccolma dall'11 al 17 giugno dello stesso anno (solo per gli eventi equestri) 
con una delegazione di 97 atleti, di cui 14 donne, impegnati in 15 discipline,
aggiudicandosi 8 medaglie d'oro, 5 medaglie d'argento e 6 medaglie di bronzo.

## Medagliere

### Per discipline
| Sport              | Oro | Argento | Bronzo | Totale |
| ------------------ | --- | ------- | ------ | ------ |
| Equitazione        | 3   | 0       | 0      | 3      |
| Canoa/kayak        | 2   | 0       | 0      | 2      |
| Vela               | 2   | 0       | 0      | 2      |
| Pentathlon moderno | 1   | 0       | 0      | 1      |
| Ginnastica         | 0   | 2       | 1      | 3      |
| Lotta greco-romana | 0   | 1       | 3      | 4      |
| Tiro               | 0   | 1       | 1      | 2      |
| Canottaggio        | 0   | 1       | 0      | 1      |
| Atletica leggera   | 0   | 0       | 1      | 1      |
| Totale             | 8   | 5       | 6      | 19     |

### Medaglie
| Medaglia | Atleta                                                                               | Sport              | Evento                          |
| -------- | ------------------------------------------------------------------------------------ | ------------------ | ------------------------------- |
| Oro      | Gert Fredriksson                                                                     | Canoa/kayak        | K1 1000 metri maschile          |
| Oro      | Gert Fredriksson                                                                     | Canoa/kayak        | K1 10000 metri maschile         |
| Oro      | Henri Saint Cyr                                                                      | Equitazione        | Dressage individuale            |
| Oro      | Henri Saint Cyr Gehnäll Persson Gustaf Adolf Boltenstern Jr.                         | Equitazione        | Dressage a squadre              |
| Oro      | Petrus Kastenman                                                                     | Equitazione        | Concorso completo individuale   |
| Oro      | Lars Hall                                                                            | Pentathlon moderno | Gara individuale                |
| Oro      | Folke Bohlin Bengt Palmquist Leif Wikström                                           | Vela               | Dragone                         |
| Oro      | Lars Thörn Hjalmar Karlsson Sture Stork                                              | Vela               | 5,5 metri                       |
| Argento  | Olle Larsson Gösta Eriksson Ivar Aronsson Evert Gunnarsson Tim. Bertil Göransson     | Canottaggio        | Quattro con maschile            |
| Argento  | William Thoresson                                                                    | Ginnastica         | Corpo libero maschile           |
| Argento  | Ann-Sofi Colling Doris Hedberg Eva Rönström Evy Berggren Karin Lindberg Maude Karlén | Ginnastica         | Attrezzi a squadre femminile    |
| Argento  | Edvin Vesterby                                                                       | Lotta greco-romana | Pesi gallo                      |
| Argento  | Olof Sköldberg                                                                       | Tiro               | Bersaglio mobile                |
| Bronzo   | John Ljunggren                                                                       | Atletica leggera   | Marcia 50 km                    |
| Bronzo   | Ann-Sofi Colling                                                                     | Ginnastica         | Volteggio femminile             |
| Bronzo   | Per Gunnar Berlin                                                                    | Lotta greco-romana | Pesi welter                     |
| Bronzo   | Rune Jansson                                                                         | Lotta greco-romana | Pesi medi                       |
| Bronzo   | Karl-Erik Nilsson                                                                    | Lotta greco-romana | Pesi medio-massimi              |
| Bronzo   | John Sundberg                                                                        | Tiro               | Carabina 50 metri tre posizioni |